# Abraham de Moivre
Pour les articles homonymes, voir Moivre.
Abraham de Moivre, né Abraham Moivre, (1667, Vitry-le-François – 1754, Londres) est un mathématicien français.

## En France
Fils d'un père médecin, Abraham Moivre appartient à une famille protestante aisée. Il est cependant scolarisé chez les Pères de la Doctrine chrétienne de Vitry.
À l'âge de onze ans, ses parents l'envoient à l'académie protestante de Sedan, où il étudie le grec sous la férule de Du Rondel. En dépit de l'édit de Nantes, l'académie protestante de Sedan est supprimée en 1682 et de Moivre est contraint d'étudier la logique à Saumur jusqu'en 1684.
Ses parents déménagent pour Paris et il continue ses études au collège d'Harcourt. Vers cette époque, Moivre lit les traités de Huygens, prend des cours de physique, et s'entraîne en mathématiques sous la direction (privée) d'Ozanam.
En 1685, à la révocation de l'édit de Nantes, il adhère comme son frère Daniel, chirurgien, à l'Église de Savoie, réaffirme sa loyauté envers la foi protestante et signe « A. De Moivre », laissant apparaître la particule « De », commençant par une majuscule, son frère signant, pour sa part, « Daniel de Moyvre ». Peu après, de Moivre est emprisonné jusqu'au 27 avril 1688 pour raison religieuse au prieuré de Saint-Martin. Il émigre ensuite vers l'Angleterre.

## Exil
Il y vit assez chichement pendant plusieurs années, enseignant à domicile et dans les « coffee houses » de Londres. Après une visite au comte de Devonshire, il découvre les Principia de Newton. Dès lors, il ne s'en sépare plus (on[Qui ?] prétend qu'il en découpait des pages pour l'emporter avec lui).
En 1692, de Moivre rencontre Halley, assistant de la Royal Society de Londres et, peu après, Newton, avec lequel il se lie d'amitié.
À la suite de quoi, de Moivre se livre entièrement à la théorie des fluxions. En 1693[réf. nécessaire], il fait la connaissance de Leibniz, qui essaie (sans succès) d'obtenir pour lui un poste en Allemagne. En mars 1695, Halley communique son article Method of fluxions à la Royal Society.
En 1697, il est élu membre de la Royal Society.
En 1710, de Moivre est choisi par la Royal Society pour trancher les querelles entre Newton et Leibniz. Désespérant d'obtenir une chaire à Cambridge, il demande[Quand ?] le soutien de Leibniz auprès de Jean Bernoulli, en vain, car Leibniz ne peut rien pour lui, pas plus que Newton ou Halley, vu ses origines françaises.
La fin de sa vie se passe en publications. Célibataire, il trouve sa récréation dans la paix de l'étude, particulièrement dans la littérature. Il aurait préféré être Molière à Newton, dit-il une fois. Il connaissait Rabelais presque par cœur.
Le 27 juin 1754, il est élu membre étranger de l'Académie des sciences de Paris. Il meurt le 27 novembre de la même année.

## Anecdotes
Comme Cardan, de Moivre est connu pour avoir prédit le jour de sa mort : il compta qu'il dormait quinze minutes de plus chaque nuit. Sommant cette progression arithmétique, il en déduisit qu'il mourrait lorsque ses nuits feraient vingt-quatre heures. Ce qui se produisit bel et bien.
Alors qu'on lui demandait des renseignements sur la théorie des fluxions, Newton aurait affirmé : « Go to Mr De Moivre; he knows these things better than I do. ».

## Œuvres

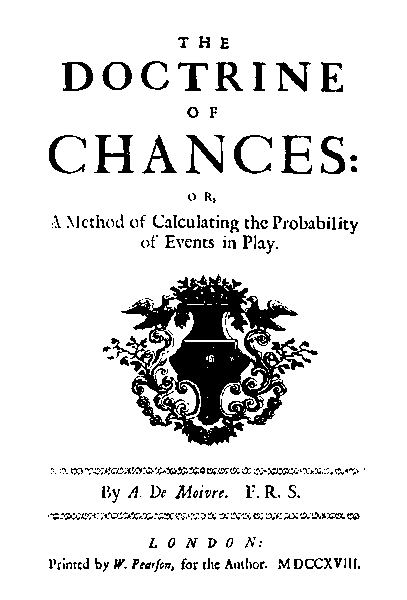
Page de garde de la première édition de The Doctrine of Chances, Londres, 1718.

De Moivre était un précurseur du développement de la géométrie analytique et de la théorie des probabilités.
Il publia The Doctrine of Chances (en) (Théorie du Hasard) en 1718.
Une querelle faillit éclater à ce sujet car il reprenait les travaux du Français Rémond de Montmort : Essay d'analyse sur les jeux de hazard (1708). Il en avait eu connaissance par Huygens.
Toutefois la querelle prit fin rapidement car de Moivre généralise ces travaux. En outre, la première définition de l'indépendance statistique apparaît dans cet ouvrage, ainsi que de nombreux problèmes, par exemple à propos de jeux de dés et beaucoup d'autres jeux.
Il a également étudié les statistiques de mortalité et la base de la théorie des annuités (avec Halley).
Dans Miscellanea Analytica (1730) apparaît sous sa forme définitive la formule de Stirling que James Stirling avait indiquée quelques mois plus tôt, et que de Moivre utilisa en 1733 pour décrire la loi normale comme une approximation de la binomiale.
Dans une seconde édition de l'ouvrage en 1738, de Moivre crédite Stirling d'une amélioration de la formule. C'est, dans cet ouvrage, la première apparition de la principale loi de probabilité (la loi normale, ou courbe de Gauss), ainsi que la première forme (embryonnaire) du théorème central limite, un des deux principaux théorèmes de la théorie des probabilités,,.
De Moivre est surtout populaire pour sa formule découverte en 1707, que l'on trouve aussi bien en trigonométrie qu'en analyse :
{\displaystyle (\cos x+{\rm {i}}\sin x)^{n}=\cos nx+{\rm {i}}\sin nx.}
Il découvrit en 1718 la formule donnant le n-ième terme de la suite de Fibonacci, traditionnellement attribuée à Binet (qui l'a publiée en 1834). Elle fut démontrée rigoureusement par Leonhard Euler en 1765.